# Fernando Batiste
Fernando Nicolás Batiste (Tacural, Provincia de Santa Fe; 11 de marzo de 1984) es un  futbolista argentino. Se formó en las divisiones inferiores de Rosario Central. Juega como centrocampista en el Club Deportivo Torrijos de la primera Autonómica de España

## Trayectoria

### Bolivia
Se inició en las divisiones inferiores de Rosario Central, en 2004 fue transferido al Club San José de Oruro de Bolivia donde logró debutar profesionalmente en esa temporada, para 2007 es cedido al Aurora de Cochabamba y regresa al club en 2008. En total en suelo Boliviano disputaría 113 partidos y anotaría 8 goles en los cinco años en los que estuvo allí.

### Colombia
- 2009

Llega al país cafetero en 2009 para jugar con el América de Cali donde pasa sin pena ni gloria ; al finalizar la temporada demanda al club escarlata por incumplimiento de su contrato.
- 2010

En 2010 cuando jugaba para el Atlético Bucaramanga denunció que los jugadores del Deportivo Pasto lo intentaron sobornar. El jugador dijo en una entrevista para varios medios de comunicación que cuando estaban haciendo el calentamiento previo al partido el jugador boliviano Diego Aroldo Cabrera lo llamó y le ofreció $1.000.000 de pesos COP. A cada uno de los jugadores del Bucaramanga, los cuales no aceptaron y salió la noticia a todos los medios deportivos del país. Renunciaría al equipo santandereano un mes después por problemas personales.
- 2011

Llega en enero a territorio antioqueño para jugar con el Itagui Ditaires (Actual Rionegro Águilas) donde hace su pretempora, pero no se destaca, así que no es inscrito para jugar en la liga y sale de la institución siendo contratado meses después por el Fortaleza C.E.I.F de Zipaquirá.
- 2012

Llega al equipo matecaña donde se destaca y a la temporada siguiente regresá a Bogotá para jugar con La Equidad.
- 2013-2014

Con La Equidad juega la Copa Sudamericana en 2013, al cuminar su contrato disputaría más de 70 partidos con el equipo Bogotano.
- 2015-2017

Regresó al Deportivo Pereira donde estuvo aportas de ascender en dos oportunidades.
- 2018

Ficha con Unión Magdalena logrando el ascenso a la máxima categoría del FPC.

## Clubes
| Club                 | País                | Año                 | Partidos | Goles |
| -------------------- | ------------------- | ------------------- | -------- | ----- |
| San José             | Bolivia             | 2004 - 2006 y 2008  | 87       | 3     |
| Aurora               | Bolivia             | 2007                | 26       | 5     |
| América de Cali      | Colombia            | 2009                | 6        | 0     |
| Atlético Bucaramanga | Colombia            | 2010                | 20       | 1     |
| Fortaleza CEIF       | Colombia            | 2011                | 29       | 0     |
| Deportivo Pereira    | Colombia            | 2012                | 40       | 10    |
| La Equidad           | Colombia            | 2013 - 2014         | 72       | 2     |
| Deportivo Pereira    | Colombia            | 2015 - 2017         | 98       | 4     |
| Unión Magdalena      | Colombia            | 2018 - 2019         | 43       | 3     |
| Total en su Carrera  | Total en su Carrera | Total en su Carrera | 421      | 28    |

## Estadísticas
| América de Cali · Colombia                                                                                                  |            |     |    |    |   |   |   |     |    |
| 1ª | 2009       | 3   | 0  | 3  | 0 | - | - | 6   | 0  |
| Total club | Total club | 3   | 0  | 3  | 0 | 0 | 0 | 6   | 0  |
| Atlético Bucaramanga · Colombia                                                                                             |            |     |    |    |   |   |   |     |    |
| 2ª | 2010       | 14  | 1  | 6  | 0 | - | - | 20  | 1  |
| Total club | Total club | 14  | 1  | 6  | 0 | 0 | 0 | 20  | 1  |
| Fortaleza CEIF · Colombia                                                                                                   |            |     |    |    |   |   |   |     |    |
| 2ª | 2011       | 22  | 0  | 7  | 0 | - | - | 29  | 0  |
| Total club | Total club | 22  | 0  | 7  | 0 | 0 | 0 | 29  | 0  |
| La Equidad · Colombia |            |     |    |    |   |   |   |     |    |
| 1ª | 2013       | 22  | 0  | 4  | 1 | 6 | 0 | 32  | 1  |
| 1ª | 2014       | 31  | 1  | 9  | 0 | - | - | 40  | 1  |
| Total club | Total club | 53  | 1  | 13 | 1 | 6 | 0 | 72  | 2  |
| Deportivo Pereira · Colombia                                                                                                |            |     |    |    |   |   |   |     |    |
| 1ª | 2012       | 34  | 6  | 6  | 4 | — | — | 40  | 10 |
| 2ª | 2015       | 32  | 1  | 4  | 0 | — | — | 36  | 1  |
| 2ª | 2016       | 29  | 1  | 2  | 0 | — | — | 31  | 1  |
| 2ª | 2017       | 29  | 2  | 2  | 0 | — | — | 31  | 2  |
| Total club | Total club | 124 | 10 | 14 | 4 | 0 | 0 | 138 | 14 |
| Unión Magdalena · Colombia                                                                                                  |            |     |    |    |   |   |   |     |    |
| 2ª | 2018       | 11  | 1  | -  | - | - | - | 11  | 1  |
| Total club | Total club | 11  | 1  | 0  | 0 | 0 | 0 | 11  | 1  |
| (1) Incluye datos de la Copa Colombia . (2) Incluye datos de Copa Sudamericana. (3) No incluye goles en partidos amistosos. |            |     |    |    |   |   |   |     |    |